# 松秀寺
松秀寺（しょうしゅうじ）は、愛知県刈谷市銀座2丁目100にある曹洞宗の寺院である。

## 歴史
山号は円通山。本尊は釈迦牟尼仏。境内には万燈祭を例祭とする秋葉神社がある。
寛正4年（1463年）に十王山松秀寺と号した。正徳5年（1715年）には幡豆郡西尾にある長圓寺の第13世通方円達和尚が本寺を曹洞宗とし、山号を円通山に改めた。
1950年（昭和25年）、境内で「万国英霊供養塔」の除幕式が行われ、元刈谷町長・衆議院議員の大野一造が式辞を述べた。題字は善光寺の大僧正の恭順。

## 境内
観音堂には太田忠右衛門長正によって寄進された十一面観世音菩薩立像があり、この立像は刈谷市指定文化財となっている。境内には天誅組に参加した宍戸弥四郎の墓がある。松秀寺から道を挟んで東側、刈谷町末町53番地には刈谷町役場があったが、市制施行後の1954年（昭和29年）に東陽町に移転した。

### 秋葉神社
松秀寺の境内には秋葉神社がある。
宝暦6年（1756年）6月18日には遠江国の秋葉山本宮秋葉神社（現在の静岡県浜松市天竜区春野町）から、秋葉三尺坊大権現を歓請した。宝暦9年（1759年）には拝殿を建立する発議がなされ、宝暦12年（1762年）に拝殿が完成した。当初の秋葉堂では幟・堤燈・神楽を奉納する祭礼が行われていたが、安永7年（1778年）6月からは「万燈」が登場するようになり、これが今日の万燈祭の起源である。
明治時代の神仏分離の過程で、秋葉社は松秀寺から独立して秋葉神社となり、新たに迦具土神（かぐつちのかみ）を祀った。秋葉神社は刈谷市司町に鎮座する市原稲荷神社による7社の兼務社のひとつである。1958年（昭和33年）3月25日には万燈祭が刈谷市の無形民俗文化財に指定され、2000年（平成12年）には万燈祭が愛知県の無形民俗文化財に指定された。社格は旧無格社である。

### ギャラリー

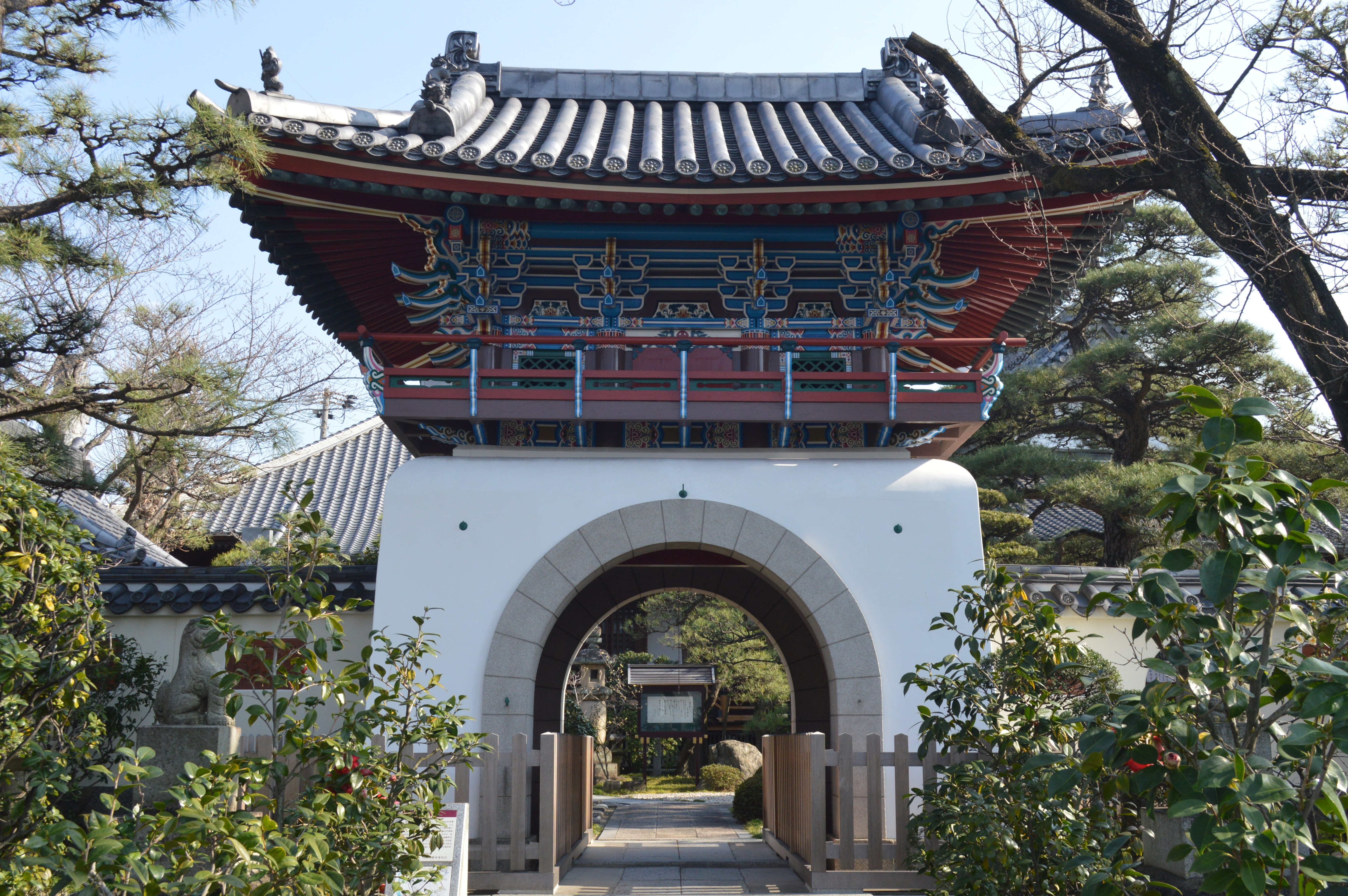
山門
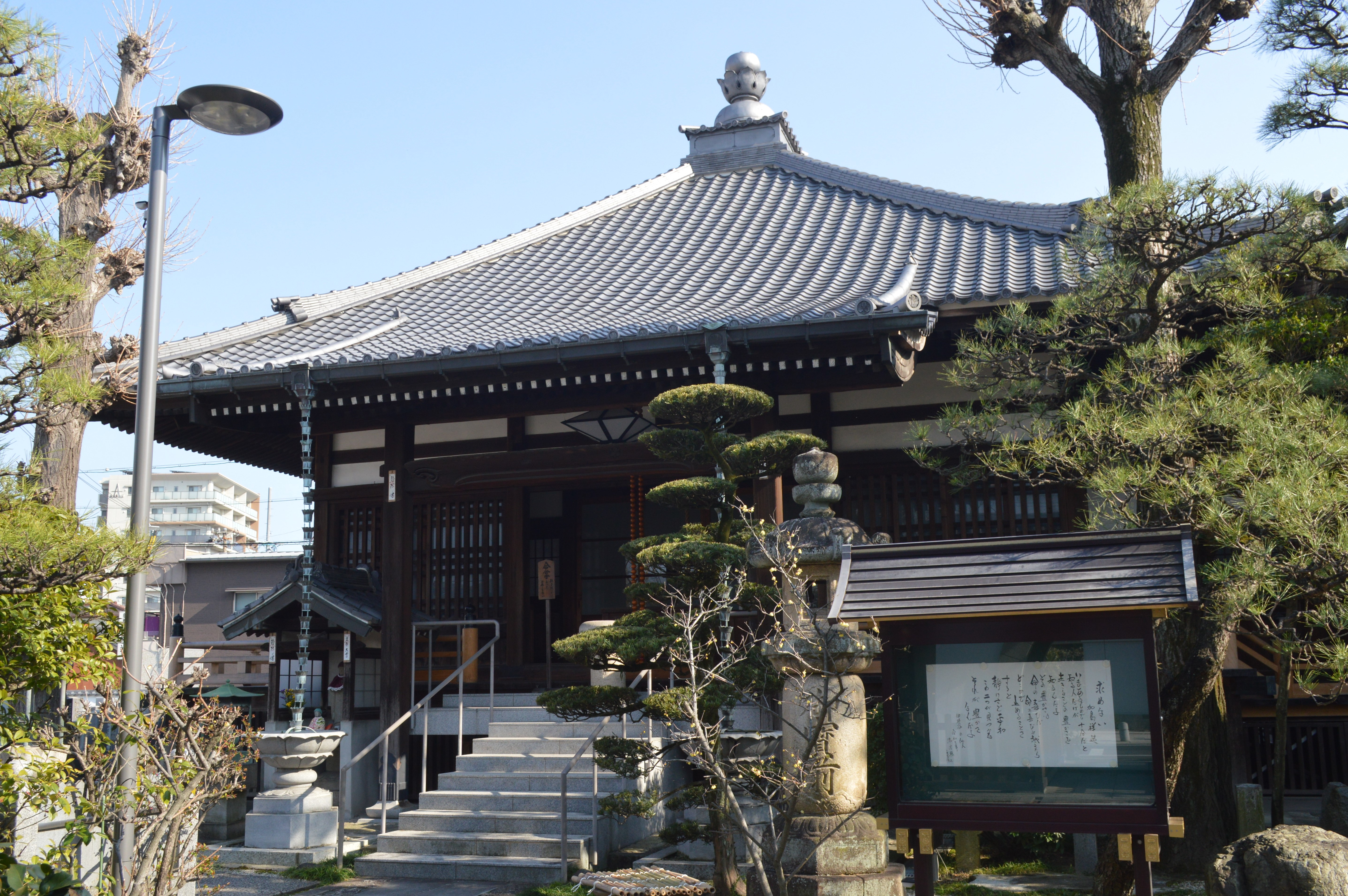
観音堂
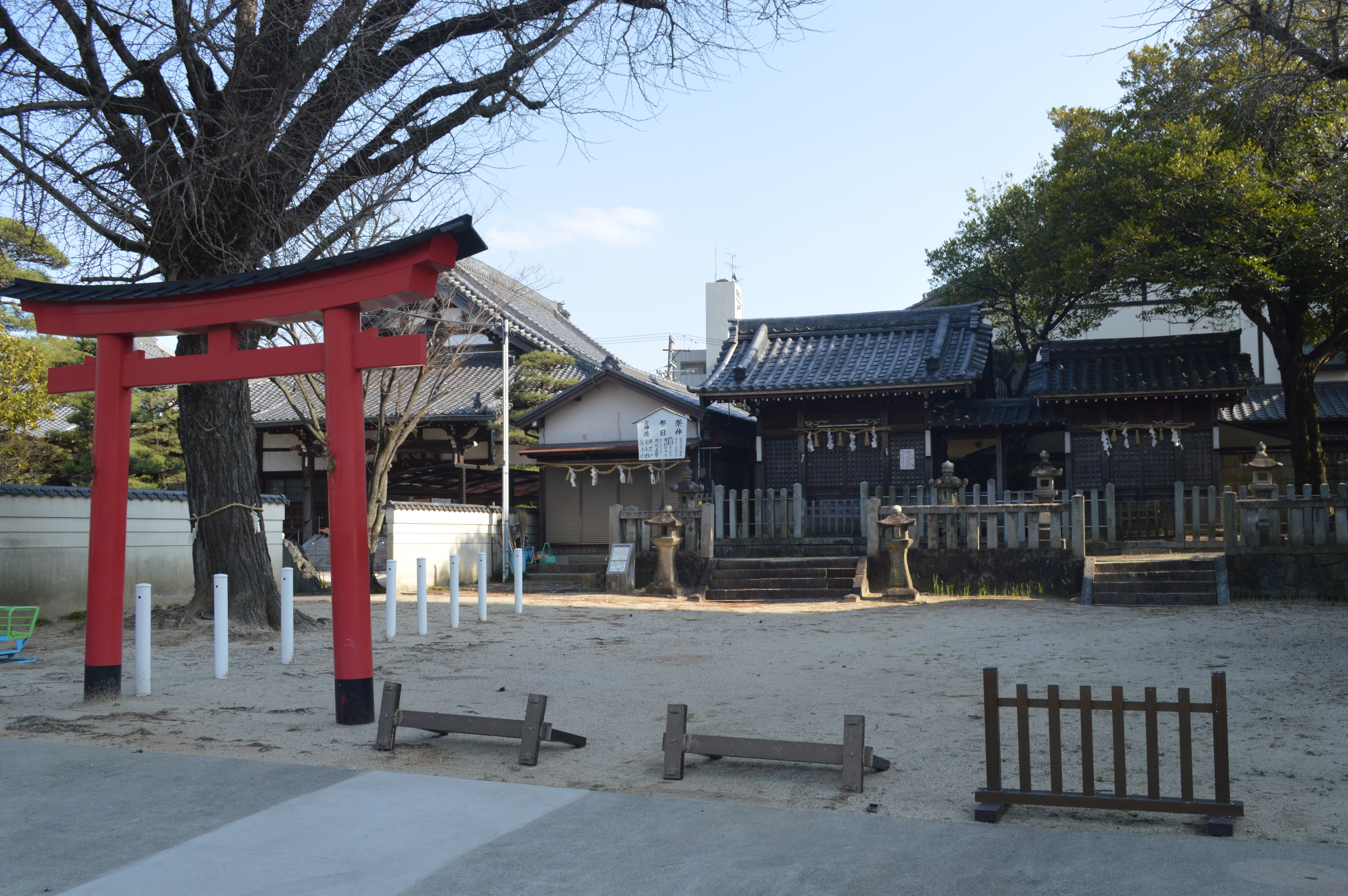
秋葉神社

## 現地情報

### 所在地
- 愛知県刈谷市銀座2丁目100

### 交通アクセス
- 名鉄三河線刈谷市駅から徒歩